# Govern obert
El Govern obert és un concepte al qual es vinculen els tres grans principis de transparència, participació i col·laboració que sovint es concreten en projectes al voltant de l'obertura de les dades de què disposa l'administració (dades obertes), i la democràcia electrònica (e-democràcia).

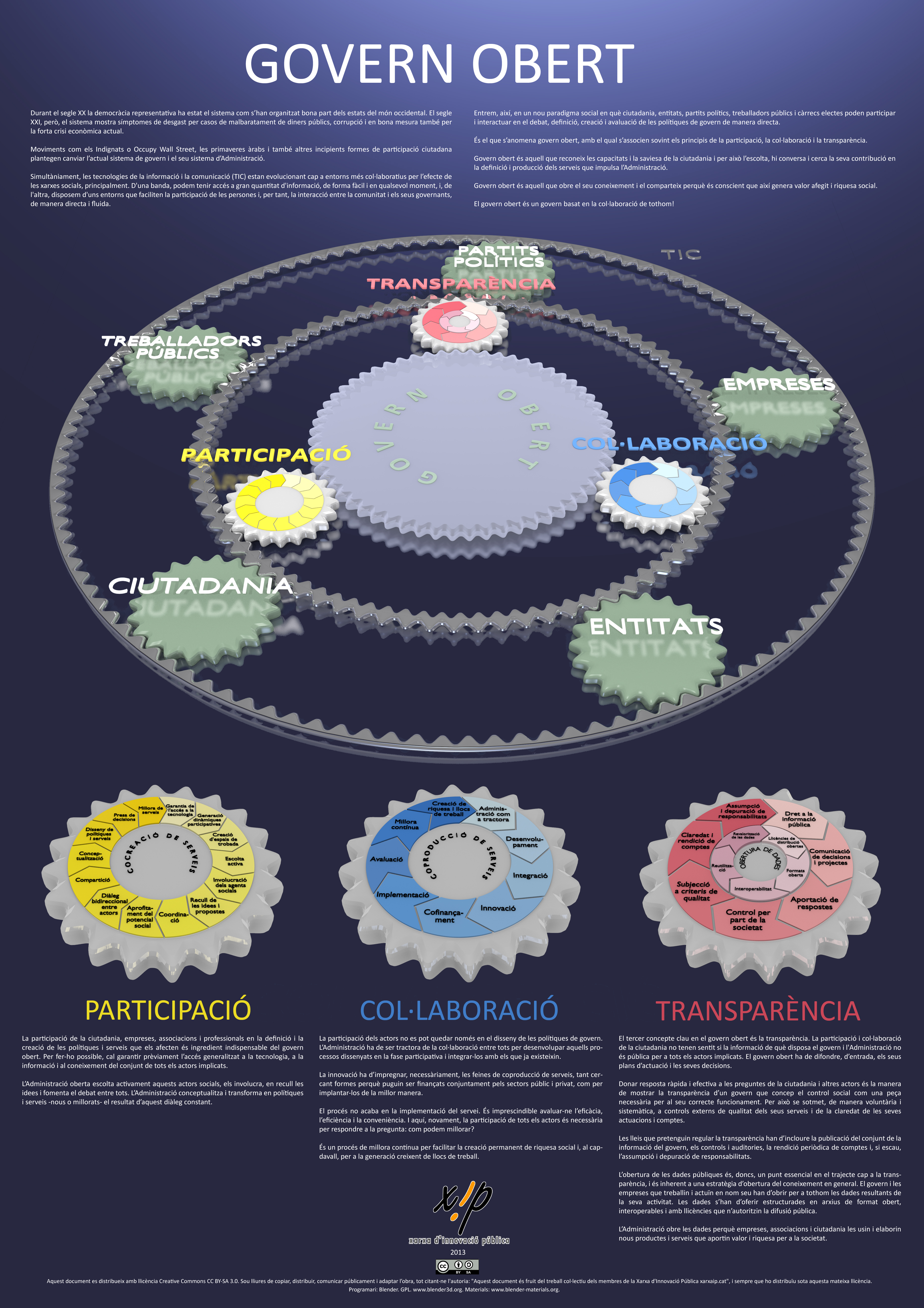
Esquema del Govern Obert

## Descripció
Una de les primeres passes del govern obert és l'obertura de les dades públiques com a exercici de transparència i per promoure la col·laboració del sector privat en la millora del servei públic. La utilització de les dades públiques des del sector privat permet la generació de nous serveis de valor afegit per a l'empresa i la ciutadania.
La democràcia electrònica o l'e-democràcia, més enllà dels beneficis que pot suposar el vot electrònic, s'entén com una nova forma de veure el paper dels ciutadans en la presa de decisions, el desenvolupament i el control dels processos de govern. Actualment, les xarxes socials, les tecnologies mòbils i altres eines de col·laboració i participació com ara els blogs o els fòrums de discussió permeten una implicació molt més activa del ciutadà en la política i en l'activitat dels governs i dels parlaments.
Més enllà de la transformació que aquestes dinàmiques estan provocant en el si de les administracions públiques i dels governs d'arreu, cal promoure el desenvolupament i la millora de les tecnologies que permeten preservar tant la confidencialitat com l'autenticitat de les opinions i les aportacions dels ciutadans. Així mateix, és imprescindible aprofundir en la cohesió digital de la població per evitar que una part de la ciutadania quedi al marge d'aquests processos.

## Exemples
Una fita en el moviment va ser tenir lloc el 30 de setembre de 2010 en que l'Arxiu Nacional del Regne Unit va alliberar una llicència governamental de reutilització de les dades generades en aquell país.
A Catalunya, un dels exemples de l'obertura de dades públiques és el projecte Open Data BCN que és el servei de dades obertes de l'Ajuntament de Barcelona. Un servei que ofereix les dades públiques que no estan sotmeses a restriccions legals i que pretén anar ampliant el volum de dades ofertes i millorar-les per la seva reutilització.